# Шкалик
Шка́лик (нім. Schale — «чашка»), розм. мерзавчик — старовинна російська одиниця вимірювання об'єму рідини, а також посудина такої місткості. Застосовувалася переважно для вимірювання кількості вина та горілки в корчмі. В наш час[коли?] не використовується.
1 шкалик = 1/200 відра = 1/2  чарки = 61,50 мл.